# ماریدل (مریلند)
ماریدل (به انگلیسی: Marydel) شهری در ایالت مریلند کشور ایالات متحده آمریکا است که جمعیت آن در سرشماری سال ۲۰۱۰ میلادی، ۱۴۱ نفر بوده‌است.